# Vasilij Ivanovič Komarov
Vasilij Ivanovič Komarov, conosciuto anche come Il Lupo di Mosca (in russo Василий Иванович Комаров?; Vicebsk, 1871 – Mosca, 18 giugno 1923), è stato un serial killer e militare russo, uno dei più prolifici del suo Paese, avendo commesso 33 omicidi.

## Biografia

### Le origini
Vasilij Komarov nacque come Vasilij Terent'evič Petrov nel 1877 o 1878 (nel 1871 secondo la sua testimonianza) a Vicebsk, una città bielorussa allora parte dell'Impero russo. Nacque da un'umile famiglia di classe operaia; aveva cinque fratelli. I suoi genitori erano affetti da alcolismo; Vasilij, all'età di 15 anni, diventò anch'egli un alcolista cronico. Uno dei fratelli andò in carcere perché uccise una persona mentre era ubriaco. Da giovane si arruolò nell'esercito russo e vi militò per 4 anni.
A 28 anni si sposò per la prima volta e durante la guerra tra la Russia e il Giappone (1904-1905) Vasilij viaggiò nell'Estremo Oriente e mise da parte molti soldi, ma li sperperò nel viaggio. A 30 anni rapinò un magazzino: arrestato, rimase in carcere per un anno per sentenza del tribunale. Mentre era in carcere la moglie morì di colera. Scarcerato, si trasferì a Riga, dove sposò una vedova polacca di nome Sofia, che aveva due figli. Vasilij picchiava spesso lei e i figli a causa del suo alcolismo.
Nel 1915, quando la prima guerra mondiale era iniziata da un anno e le truppe tedesche erano arrivate nel Mar Baltico, si trasferì nuovamente nella regione del Volga. Dopo la Rivoluzione d'ottobre del 1917 Vasilij entrò nell'Armata Rossa e imparò a leggere. Fece carriera militare e diventò un comandante di plotone; in almeno un'occasione prese il comando di un plotone di fucilazione per prigionieri nemici. Nel 1919, durante una battaglia, fu catturato dai volontari dell'esercito del generale Anton Ivanovič Denikin, ma riuscì a fuggire.
Per evitare un processo del tribunale militare rivoluzionario (e una sicura condanna a morte), cambiò nome in Vasilij Ivanovič Komarov. Nel 1920, dopo la guerra civile, Komarov si trasferì al numero 26 del distretto di Šabolovki (o Šabolovka), vicino al centro di Mosca. Lì affittò un cavallo e una carrozza e diventò un tassista. Compì anche diversi furti e fece sparire la merce rubata vendendola al mercato.

### Omicidi
Gli omicidi partirono dal febbraio 1921, anno in cui si scoprì anche il primo cadavere. Finirono all'inizio del 1923, anno in cui fu catturato. Il periodo storico in cui visse era difficile e caratterizzato da forti crisi (povertà, crimine, primo dopoguerra, persecuzioni politiche). Il suo modus operandi, identico per tutti gli omicidi, era il seguente: Vasilij attirava a sé la vittima con la scusa di fargli visitare la sua scuderia di cavalli; arrivata al suo allevamento, la faceva ubriacare (solitamente con vodka) e la strangolava con una corda; altre volte la massacrava a martellate.
Il sangue lo faceva colare dal cranio spaccato in un sacco o in una ciotola; adottò questo metodo dopo che i vestiti della prima vittima si erano macchiati. Generalmente tutte le vittime erano di sesso maschile. Nel 1921 compì almeno 17 omicidi; dal 1922 alla metà del 1923 ne compì almeno 12. Il movente degli omicidi era fondamentalmente economico: Vasilij infatti derubava le sue vittime. Otteneva circa 80 centesimi a cadavere; in totale con 33 omicidi fece soltanto 26 dollari e 40 centesimi. I cadaveri venivano poi legati, infilati in sacchi di tela e occultati tra i rifiuti nel quartiere di Šabolovki o buttati nel fiume Moscova o sotterrati o nascosti in alcune case diroccate. Infine si metteva a pregare tutta la notte; ironicamente casa sua si trovava vicino ad una chiesa. La moglie Sofia gli fece da complice nell'occultamento dei corpi: nell'inverno del 1922 scoprì i delitti del marito, ma alla fine ne rimase coinvolta.
Il primo delitto non era stato progettato. Aveva invitato a casa sua un contadino che aveva intenzione di comperare un cavallo con del grano. Vasilij gli offrì da bere e lo fece involontariamente ubriacare. Quando seppe che voleva comprarsi un cavallo per rivenderlo, pensò che fosse uno speculatore e gli venne un attacco d'ira: andò in giardino, prese un martello e gli spaccò il cranio. Il corpo lo nascose in una casa diroccata nei pressi. Il tutto durò circa mezz'ora. Da quel momento in poi pensò di continuare a uccidere; nel 1922 smise di nascondere i cadaveri in case abbandonate o in alcune buche e sfruttò la sua professione di tassista per scaricarli in giro.
Questa enorme catena di uccisioni, che terrorizzò la Russia degli anni '20 e durò circa 2 anni, gli valse il soprannome di "Lupo di Mosca". Il "Lupo di Mosca" era conosciuto dai vicini come un individuo cordiale, socievole e sempre sorridente che gestiva la sua semplice famiglia con il commercio di cavalli. I suoi vicini però sapevano che, dietro al suo sorriso, si nascondeva «una brutta vena violenta»: infatti una volta tentò di uccidere il figlio di 8 anni, che si salvò grazie all'intervento di Sofia. Nel 1922 ebbe un figlio da Sofia; come detto in precedenza, essa diventò poi complice del marito.

### L'arresto
La polizia si sensibilizzò sul caso all'inizio del 1923, a seguito dell'ennesimo ritrovamento. Scoprì che tutte le vittime sparivano con regolarità ogni mercoledì e venerdì nella zona del mercato, luogo dove Vasilij le abbordava. La polizia continuò le indagini e si insospettì di Komarov: aveva scoperto (forse tramite dei testimoni preoccupati) che le persone che andavano a vedere i suoi cavalli non tornavano più indietro. Casualmente sparivano di mercoledì e venerdì pomeriggio. I corpi venivano trovati giovedì e sabato, il giorno dopo la visita alla scuderia. Vasilij inoltre abitava nel distretto di Šabolovki, dove avvenivano le sparizioni e i ritrovamenti: scattò la prima ipotesi che il killer fosse lui. I corpi venivano poi ritrovati in vari luoghi: quindi scattò la seconda ipotesi che il killer fosse uno dei tanti tassisti di Mosca. Sulla testa di un cadavere fu poi ritrovato un pannolino fresco, che forse serviva ad assorbire il sangue: quindi scattò la terza ipotesi che avesse avuto un figlio da poco. Per coincidenza, Komarov possedeva tutte queste caratteristiche: avevano trovato la pista giusta.
Poco tempo dopo (17 marzo) gli agenti andarono in casa sua con la finta accusa di contrabbando di liquore per sottoporlo ad un interrogatorio: durante la perquisizione di una stalla trovarono un cadavere avvolto in un sacco nascosto sotto al fieno. Vasilij, vistosi scoperto e preso dal panico, saltò da una finestra e scappò, sebbene l'edificio fosse circondato dalle forze dell'ordine. Durante i controlli di casa sua, fu trovato nell'armadio un corpo ancora caldo con la testa sfracellata.
Eluse gli agenti per un po' di tempo, ma ormai le autorità erano sulle sue tracce e l'avevano identificato. Fu arrestato un giorno dopo la fuga a Nikol'skij, villaggio a pochi chilometri da Mosca. In carcere confessò con indifferenza (e a tratti felicità) 33 omicidi. La polizia ne aveva già scoperti 21, a cui lo collegò; altri 12 cadaveri vennero trovati il giorno successivo nel fiume Moscova e nelle discariche. Iniziò così il processo, che vide coinvolta anche la moglie.

### La fine
Vasilij provò a suicidarsi in cella per tre volte, senza mai riuscirci. Chiese alle autorità un processo veloce e confidò nell'inevitabile pena morte. I tre psichiatri che lo esaminarono lo descrissero come un cinico insensibile che non provava rimorso per ciò che aveva fatto; anzi, si era dichiarato pronto ad uccidere altre 60 persone. Disse di avere compiuto i delitti per motivi economici e che la sua psiche era degenerata a causa dei frequenti abusi di alcol; aggiunse poi che le vittime erano degli «odiosi e avidi speculatori che meritavano di morire al posto dei poveri soldati che combattevano durante la guerra» (praticamente soffriva del complesso di Raskol'nikov). Gli stessi psichiatri sospettarono comunque che ci fosse qualcos'altro a spingerlo ad a uccidere. Conclusero che l'imputato era sano di mente.
Fu processato a Mosca il 6 o 7 giugno 1923, davanti a una folla di giornalisti e curiosi. Il caso creò molto scalpore e la polizia fece molta fatica a trattenere la folla inferocita; Vasilij commentò il fatto dicendo che il comportamento degli indignati lo faceva vomitare. Quando gli venne chiesto perché avesse ucciso, lui si strinse le spalle e disse «A causa del denaro». All'alba dell'8 giugno venne trovato colpevole di 33 omicidi; sua moglie Sofia fu accusata di complicità. Vennero entrambi condannati a morte tramite fucilazione. I figli furono mandati agli orfanotrofi; il figlio nato nel 1922 aveva appena un anno.
Komarov durante la sua permanenza in cella concesse molte interviste ai giornalisti, in cui disse che «aveva 52 anni e aveva trascorso una buona vita, non voleva vivere più» (se fosse vero, allora sarebbe nato nel 1871), che «uccidere era un lavoro terribilmente facile» e che «dopo la sua condanna a morte, sarebbe stato il suo turno di essere messo dentro a un sacco». Qualche giorno prima tentò di fare un ricorso alla condanna, che fu prontamente respinto. Sofia e Vasilij Komarov furono fucilati da un plotone d'esecuzione a Mosca il 18 giugno 1923. Alcuni ricercatori hanno poi ipotizzato che uno dei tre figli di Komarov si schierò con i tedeschi durante la seconda guerra mondiale e si dedicò allo sterminio di soldati russi, partigiani e civili. Tuttavia le prove di questa affermazione non sono state trovate.